# Сибила Бранденбургска
Сибила Бранденбургска (на немски: Sibylle von Brandenburg; * 31 май 1467, Ансбах; † 9 юли 1524, Кастер) от род Хоенцолерн, е принцеса от Бранденбург и чрез женитба херцогиня на Юлих и херцогиня на Берг.

## Живот
Дъщеря е на бранденбургския курфюрст Албрехт Ахилес (1414 – 1486) и втората му съпруга Анна Саксонска (1437 – 1512), дъщеря на курфюрст Фридрих II от Саксония.
Сибила се омъжва на 25 юли 1481 г. в Кьолн за херцог Вилхелм фон Юлих-Берг (1455 – 1511). Празнуват голяма сватба. Тя е неговата втора съпруга. След десет години им се ражда дъщеря – Мария от Юлих-Берг (1491 – 1543), омъжена 1510 г. за херцог Йохан III фон Юлих-Клеве-Берг.
След смъртта на нейния съпруг Сибила управлява 13 години до смъртта си Юлих и Берг. Погребана е в катедралата на Алтенберг.